# 洽川镇
洽川镇，是中华人民共和国陕西省渭南市合阳县下辖的一个乡镇级行政单位。

## 行政区划
洽川镇下辖以下地区：
王村、北菜园村、南菜园村、南义村、莘里村、莘野村、夏阳村和申东村。